# Тейопі (Міннесота)
Тейопі (англ. Taopi) — місто (англ. city) в США, в окрузі Мовер штату Міннесота. Населення — 61 особа (2020).

## Географія
Тейопі розташоване за координатами 43°33′27″ пн. ш. 92°38′26″ зх. д. / 43.55750° пн. ш. 92.64056° зх. д. (43.557510, -92.640437).  За даними Бюро перепису населення США в 2010 році місто мало площу 1,01 км², уся площа — суходіл.

## Демографія
Згідно з переписом 2010 року, у місті мешкало 58 осіб у 24 домогосподарствах у складі 18 родин. Густота населення становила 57 осіб/км².  Було 25 помешкань (25/км²).
Расовий склад населення:
| - 100,0 % — білих |

До двох чи більше рас належало 0,0 %. Частка іспаномовних становила 0,0 % від усіх жителів.
За віковим діапазоном населення розподілялося таким чином: 25,9 % — особи молодші 18 років, 58,6 % — особи у віці 18—64 років, 15,5 % — особи у віці 65 років та старші. Медіана віку мешканця становила 38,5 року. На 100 осіб жіночої статі у місті припадало 100,0 чоловіків;  на 100 жінок у віці від 18 років та старших — 104,8 чоловіків також старших 18 років.
За межею бідності перебувало 14,8 % осіб, у тому числі 30,0 % дітей у віці до 18 років та 25,0 % осіб у віці 65 років та старших.
Цивільне працевлаштоване населення становило 27 осіб. Основні галузі зайнятості: роздрібна торгівля — 33,3 %, мистецтво, розваги та відпочинок — 25,9 %, освіта, охорона здоров'я та соціальна допомога — 18,5 %.